# Rosocha (województwo łódzkie)
Rosocha – wieś w Polsce położona w województwie łódzkim, w powiecie tomaszowskim, w gminie Będków.
W latach 1975–1998 miejscowość położona była w województwie piotrkowskim.

## Zabytki
Według rejestru zabytków Narodowego Instytutu Dziedzictwa na listę zabytków wpisany jest obiekt:
- kościół filialny pw. św. Zygmunta, drewniany, 1762, nr rej.: 1/15 z 25.06.1946 oraz 381 z 30.05.1967